# Spitalkirche (Mannheim)

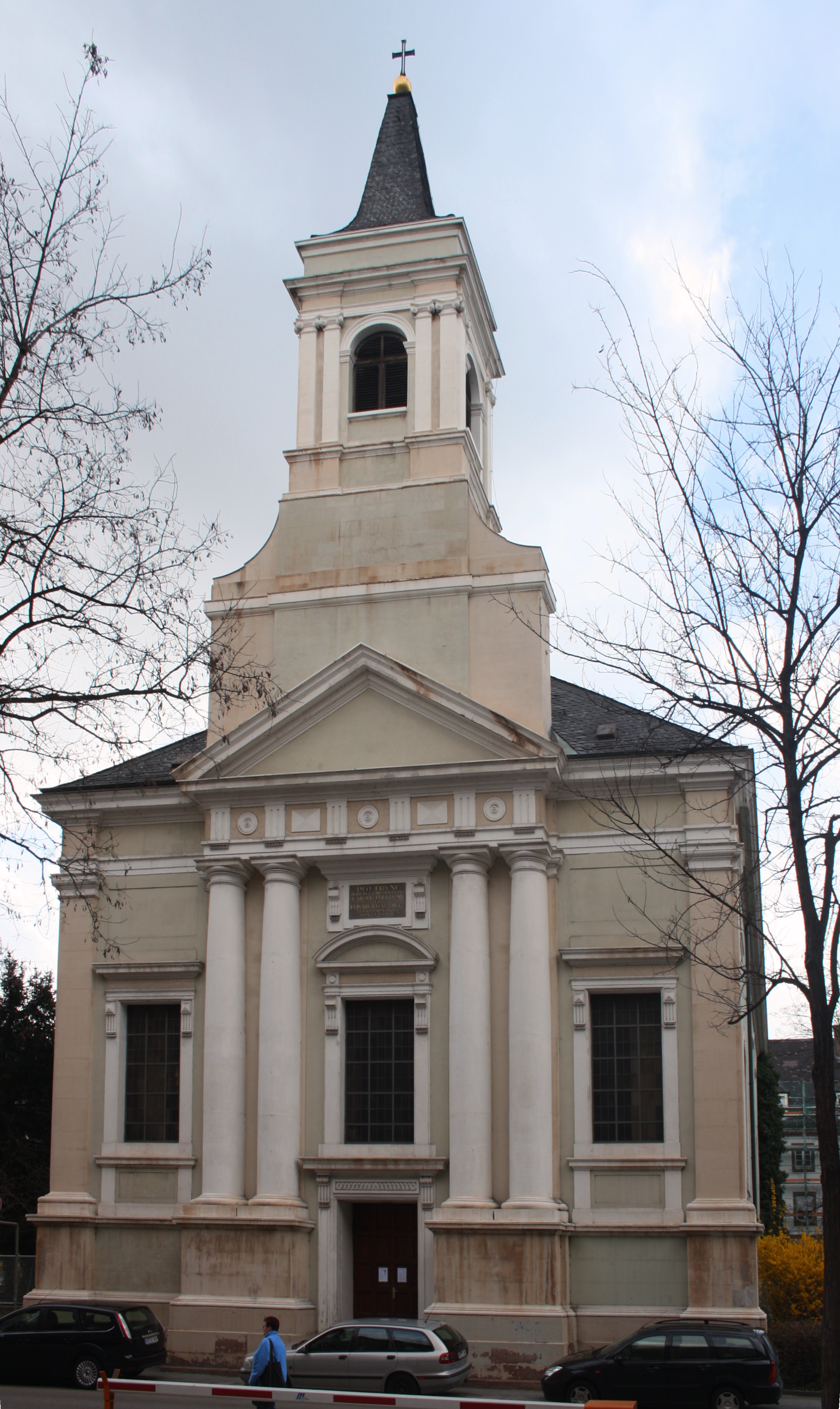
Spitalkirche

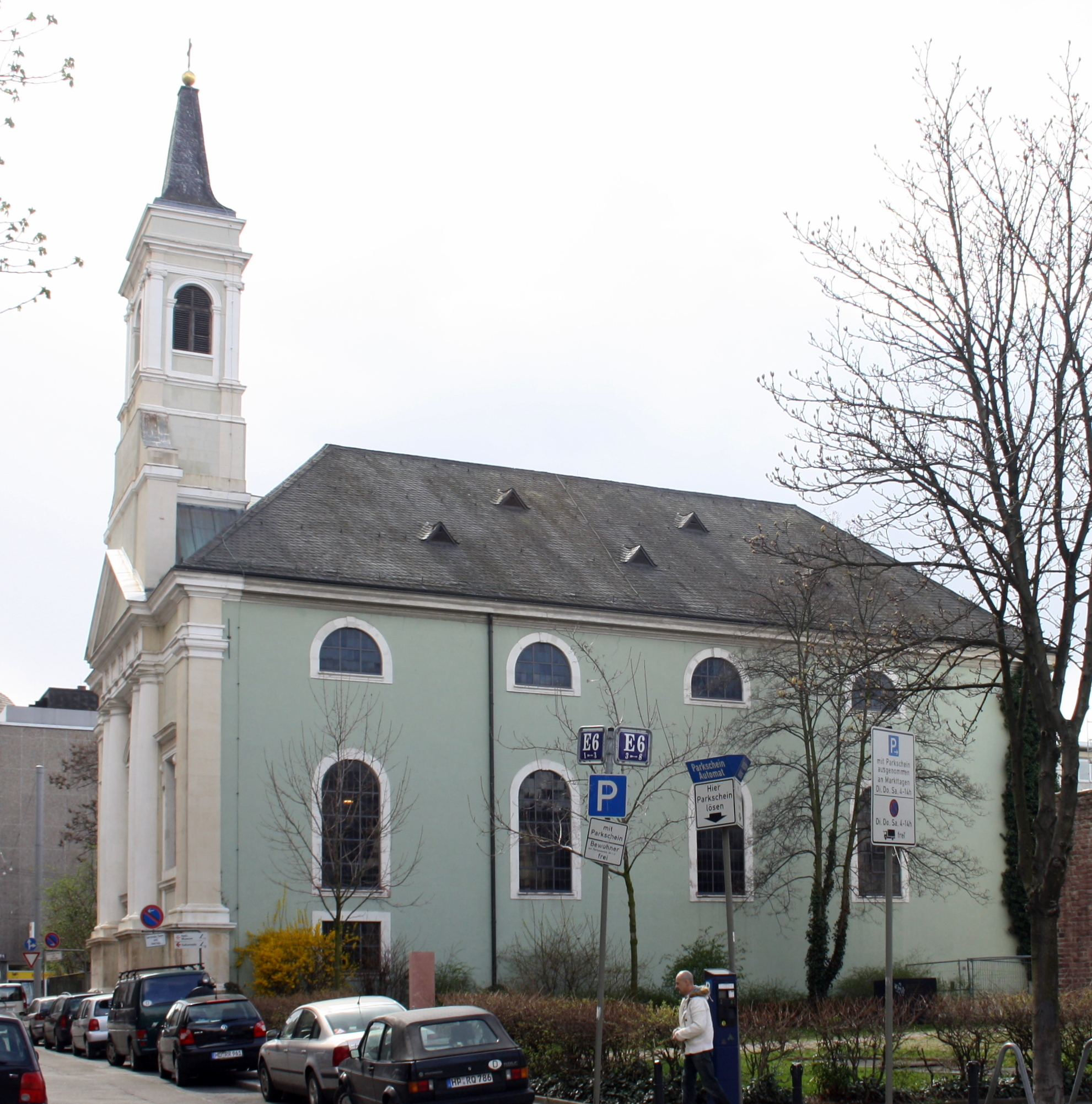
Ansicht von Norden

Die Spitalkirche, auch Bürgerhospitalkirche, ist eine katholische Kirche in Mannheim. Sie wurde zwischen 1786 und 1788 nach den Plänen von Johann Faxlunger erbaut und ist eines der wenigen Gebäude aus dem 18. Jahrhundert in der Mannheimer Innenstadt.

## Geschichte
1775 verfügte Kurfürst Carl Theodor die Gründung des katholischen Bürgerhospitals in Mannheim, das als Hospital für alte, arme oder kranke katholische Bürger dienen sollte. 1784 zog es in das Quadrat E 6. Der Wunsch nach einer eigenen Kirche mündete durch die Zuwendungen der kurmainzischen Geheimratswitwe Elisabetha Josepha von Wincopp und Kurfürst Carl Theodors rasch in konkrete Pläne. Nicolas de Pigage, Johann Griesemer, Johann Faxlunger, Joseph Hölzel und Jacob Schlichterle wurden aufgefordert, Entwürfe einzureichen. Von Wincopp setzte durch, dass die Kirche nicht an die verlängerten Planken gesetzt wurde, sondern nach den Plänen Faxlungers in die Seitenstraße zum Quadrat E 5. 1786 wurde der Grundstein gelegt. Das Baumaterial stammte großteils von der abgebrochenen Garnisonskirche. Nach dem Tod Faxlungers vollendete Peter Anton von Verschaffelt den Bau. Die Kapitelle der Wandpilaster stammen vom Hofstukkateur Joseph Anton Pozzi. Am 21. September 1788 wurde die Kirche vom Weihbischof Stephan Alexander Würdtwein dem Apostel Matthäus geweiht.
Unter dem Hochaltar wurde 1793 die Gruft für die Stifterin eingerichtet. 1804 wurde hier mit Karl Ludwig Freiherr von Rodenhausen ein weiterer Gönner beigesetzt. 1788 hatte von Wincopp eine Kaplanei gestiftet. Da die Pfründe verloren gingen, blieb die Pfarrstelle zwischen 1804 und 1819 unbesetzt. 1824 starb hier als Pfarrer der Publizist und Schriftsteller Karl Klein (1769–1824). Ab 1846 versorgten die Seelsorger der Oberen Pfarrei die Spitalkirche, ehe sie 1895 der Unteren Pfarrei und schließlich nach deren Bau der Liebfrauenkirche zugeordnet wurde.
Beim Plankendurchbruch in den 1930ern waren die alten Hospitalgebäude neben der Kirche zum Abriss vorgesehen, zu dem es aber nicht mehr kam. Sie brannten 1943 ebenso wie die Spitalkirche bei einem Fliegerangriff im Zweiten Weltkrieg aus. Nach dem Krieg konnte die Stiftung des Bürgerhospitals die Mittel für einen Wiederaufbau der Kirche nicht aufbringen und übergab sie 1954 in das Eigentum des Stadtdekanats. Bis 1957 wurde die Spitalkirche mit einem Aufwand von 275.000 DM vereinfacht wiederaufgebaut. Da die umliegenden Ruinen abgebrochen wurden, war sie nun freistehend. Die katholische Stadtgemeinde überließ die Kirche den Jesuiten bis 1970 als Rektoratskirche. Seit den 1950ern nutzen polnische Katholiken die Kirche für ihren muttersprachlichen Gottesdienst.
Im Rahmen der Renovierungsarbeiten zur Vorbereitung des 98. Katholikentags in Mannheim wurde auch die Spitalkirche für 1,35 Millionen € saniert. Mit der Weihe eines neuen Kreuzes in der Apsis und dem rechten Seitenaltar am 28. September 2014 war die Sanierung abgeschlossen.

## Beschreibung

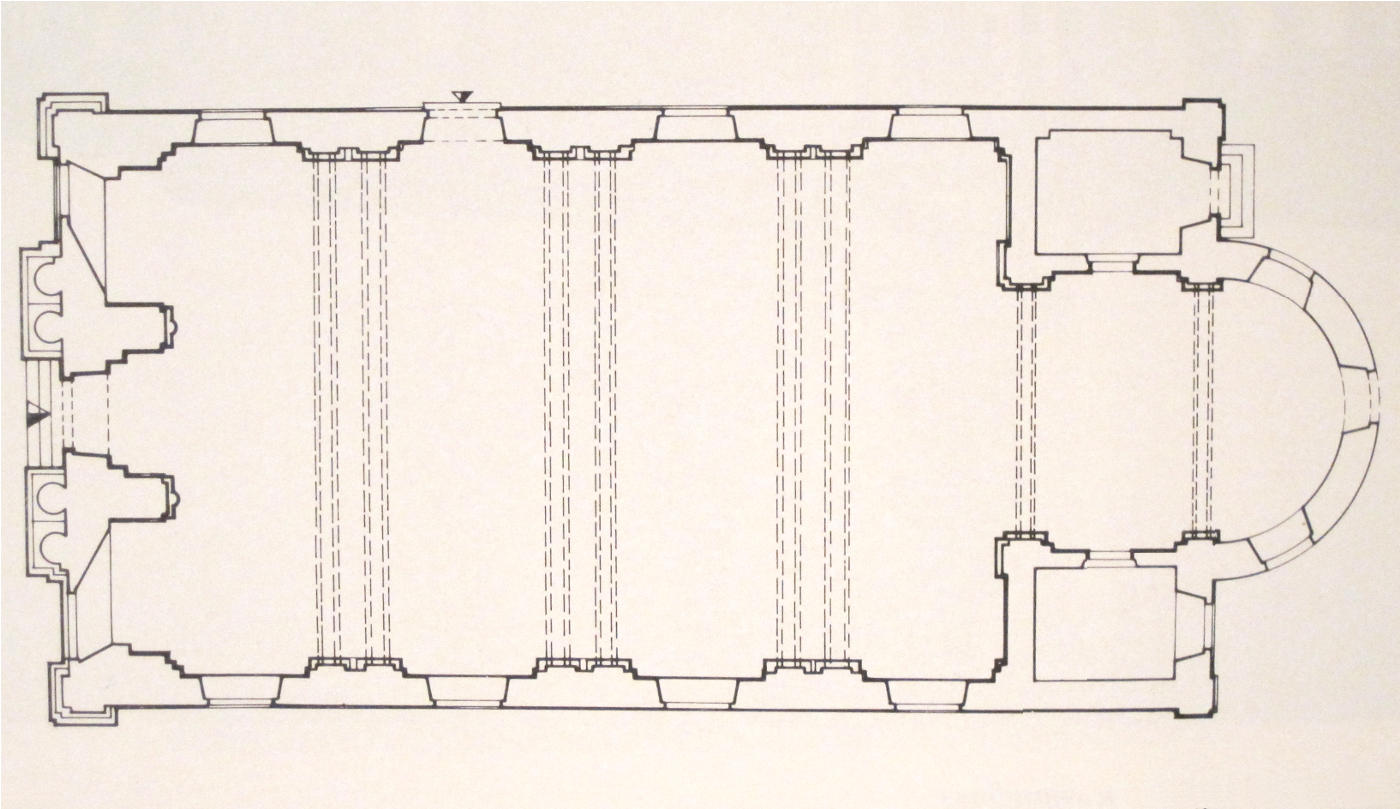
Grundriss

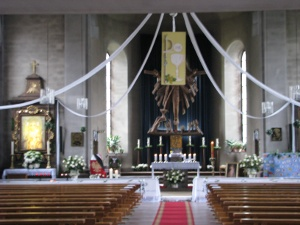
Innenraum vor der Sanierung

### Architektur
Die im frühklassizistischen Stil errichtete Kirche erhielt wegen der ursprünglich vorhandenen Nachbarbebauung lediglich an der Straßenfront eine Schaufassade, während die Längsseiten vergleichsweise schlicht ausgeführt wurden. Die Front ist dreiachsig gegliedert. Die Mittelachse ist geprägt von einem Architrav, der auf Doppelsäulen toskanischer Ordnung ruht. Dazwischen ist eine Inschrifttafel angebracht:

„Triuni Deo / Electorali Munificentia / Caroli Theodori / et / Elisabethae Augustae / Cives Catholici / M.D.C.C.L.XXXVII.“

Der darüberliegende Dreiecksgiebel leitet zum quadratischen Turm, dessen Ecken durch ionische Doppelpilaster betont werden. Das einschiffige Langhaus endet in einem eingezogenen Chor mit Apsis. Es wird von einem Walmdach bedeckt.

### Ausstattung
Das aus Messing gegossene Kruzifix stammt von 1780. Die zwei Seitenaltäre von 1900 und die Orgel wurden nach dem Zweiten Weltkrieg von der Feudenheimer Kirche St. Peter und Paul übernommen.
Anlässlich der Sanierung von 2011 bis 2014 wurde in der Apsis ein neues Kreuz angebracht, das vom Erzbischöflichen Bauamt Heidelberg entworfen wurde. Der rechte Seitenaltar erhielt eine Ikone des heiligen Matthäus. Diese über 1,80 Meter hohe Hinterglasmalerei wurde von Maria Theresia von Fürstenberg geschaffen.
1974 baute Hartwig Späth ein neues Orgelwerk mit 15 Registern.
Zwei Kirchenglocken hängen im Turm der Spitalkirche, die beide von Anselm Franz Speck in Heidelberg gegossen wurden. Die erste Glocke wurde 1777 gegossen. Die zweite Glocke aus dem Jahr 1791 stammt von der Weinheimer St.-Laurentius-Kirche. Bei der Rückgabe der im Krieg eingezogenen Glocken landete sie versehentlich in der Spitalkirche. Die Schlagtöne sind d″+3 und f″+10.